# Хушназаров, Сапар
Сапар Хушназаров (В Указе о награждении званием Героя Советского Союза — Утназаров) (1906 — 7 октября 1943) — стрелок 467-го стрелкового полка 81-й стрелковой дивизии 61-й армии Центрального фронта, рядовой, Герой Советского Союза.

## Биография
Родился в посёлке Ингичка (ныне — в составе города Каттакургана Самаркандской области Узбекистана) в семье крестьянина. По национальности узбек.
Имел начальное образование, работал в колхозе.
В 1942 году призван в Красную Армию. Воевал на Центральном фронте.
В ночь на 2 октября 1943 года в составе роты преодолел Днепр в районе деревни Глушец Лоевского района Гомельской области. Прикрывал переправу батальона, участвовал в отражении 7 контратак противника и был тяжело ранен. 7 октября умер от полученных ранений.
Похоронен в братской могиле в селе Семаки.
Указом Президиума Верховного Совета СССР «О присвоении звания Героя Советского Союза генералам, офицерскому, сержантскому и рядовому составу Красной Армии» от 15 января 1944 года за «образцовое выполнение боевых заданий командования по форсированию реки Днепр и проявленные при этом мужество и героизм» удостоен звания Героя Советского Союза.